# Loudenvielle
Loudenvielle is een gemeente in het Franse departement Hautes-Pyrénées (regio Occitanie). De plaats maakt deel uit van het arrondissement Bagnères-de-Bigorre. Op 1 januari 2016 werd de gemeente Armenteule opgeheven en aan de gemeente Loudenvielle toegevoegd. Loudenvielle telde op 1 januari 2018 237 inwoners.

## Geografie
De oppervlakte van Loudenvielle bedroeg op 1 januari 2018 42,65 vierkante kilometer; de bevolkingsdichtheid was toen 5,6 inwoners per km².

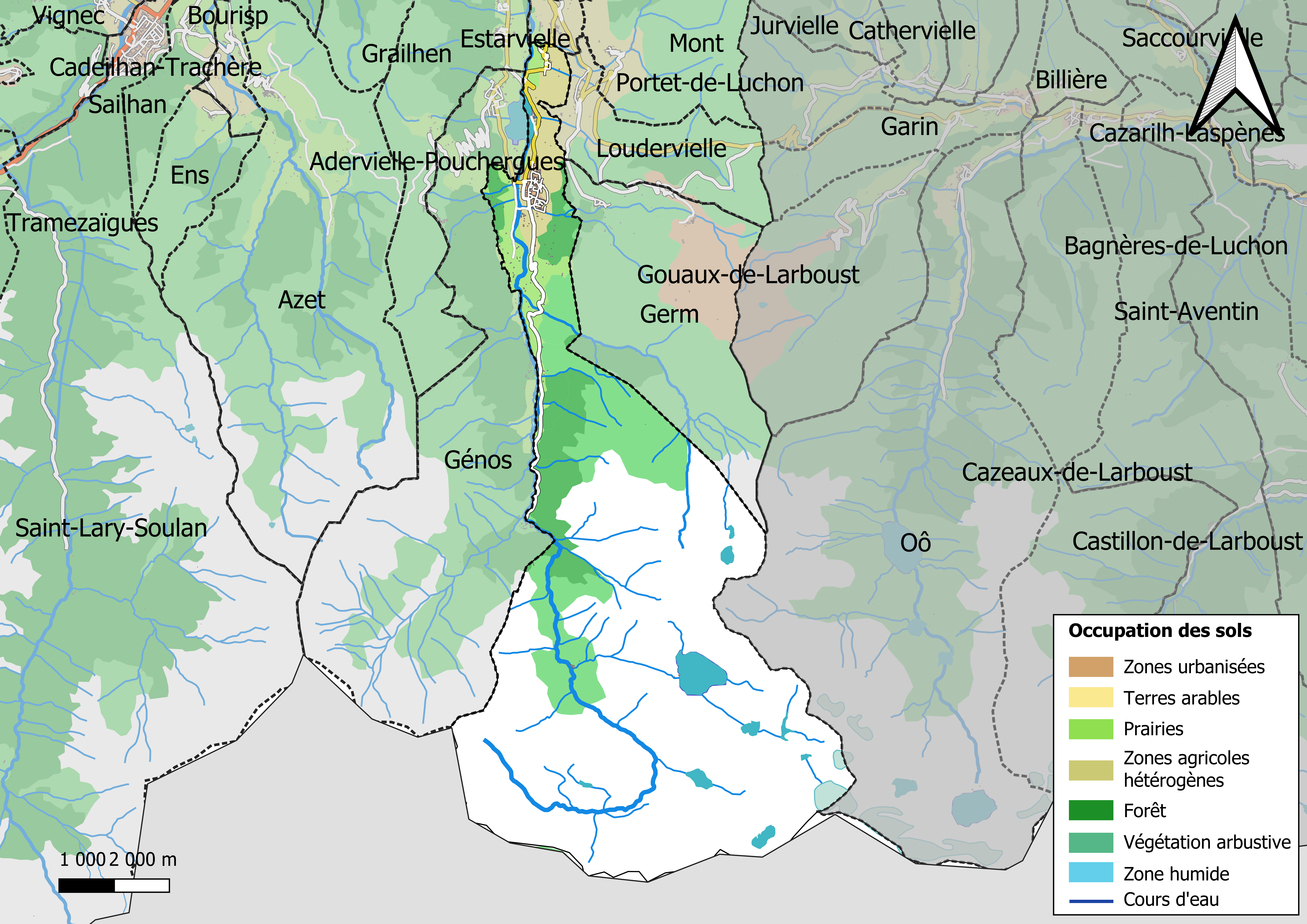
Kaart van de gemeente met belangrijkste infrastructuur, bodemgebruik en omliggende gemeenten

## Demografie
Onderstaande figuur toont het verloop van het inwonertal (bron: INSEE-tellingen).

## Sport
Loudenvielle was zes keer etappeplaats in de wielerkoers Ronde van Frankrijk. De Fransman Laurent Brochard, Italiaan Gilberto Simoni, Luxemburger Kim Kirchen en de Fransman Nans Peters wonnen in het dorp. Verder startten er in 2024 en 2025 etappes die beiden werden gewonnen door de Sloveen Tadej Pogačar.